# Blízko od sebe
Blízko od sebe (původní název August: Osage County) je americké filmové drama a tragikomedie z roku 2013, založené na Pulitzerovou cenou oceněné divadelní hře August: Osage County. Režisérem snímku byl John Wells, zatímco mezi producenty se zařadili George Clooney, Jean Doumanian, Grant Heslov, Steve Traxler, Bob Weinstein a Harvey Weinstein. Premiéru měl 9. září 2013 na Mezinárodním filmovém festivalu v Torontu.
Hlavní role obsadili Meryl Streepová, Julia Robertsová, Ewan McGregor, Chris Cooper, Abigail Breslinová, Juliette Lewisová a Benedict Cumberbatch. Snímek si vysloužil řadu nominací na prestižní filmová ocenění; Meryl Streepová a Julia Robertsová byly nominovány na Oscara v kategorii nejlepší ženský herecký výkon v hlavní roli, respektive nejlepší ženský herecký výkon ve vedlejší roli.

## Obsazení
| Meryl Streepová      | Violet Westonová          |
| Julia Robertsová     | Barbara Weston-Fordhamová |
| Ewan McGregor        | Bill Fordham              |
| Chris Cooper         | Charles Aiken             |
| Abigail Breslinová   | Jean Fordhamová           |
| Benedict Cumberbatch | „Little Charles“ Aiken    |
| Juliette Lewisová    | Karen Westonová           |
| Margo Martindale     | Mattie Fae Aiken          |
| Dermot Mulroney      | Steve Heidebrecht         |
| Julianne Nicholson   | Ivy Weston                |
| Sam Shepard          | Beverly Weston            |
| Misty Uphamová       | Johnna Monevata           |